# Grand Hôtel (Perros-Guirec)
 (juillet 2022).
Le Grand Hôtel est un établissement historique de Perros-Guirec (Côtes-d'Armor) construit au XIXe siècle. Pendant la première moitié du XXe siècle, il subit de nombreuses transformations.
Le Grand Hôtel est racheté en 2018 par le groupe Kasinos de Bretagne.
Surplombant la plage de Trestraou, il se situe sur la côte de granit rose.

## Histoire
- 1886 : Joseph Le Bihan construit un premier hôtel de 20 chambres et une buvette.
- 1905 : Destruction de l’estaminet. Un nouveau corps de bâtiment est accolé à la buvette, tandis que le premier hôtel est agrémenté d’une véranda.
- 1914 : Vers 1914 est édifié un bâtiment parallèle au front de mer, conçu par l’architecte Georges-Robert Lefort, installé à Guingamp (Côtes-d’Armor).
- 1924 - 1926 : Agrandissement du Grand Hôtel, deuxième tranche de travaux.
- 1955 : Suppression du toit terrasse, agrandissement, troisième tranche de travaux.
- 2018 : Achat du Grand Hôtel par le Groupe Kasino de Bretagne.
- Janvier 2022 : Déménagement du Casino de Perros-Guirec dans le Grand Hôtel et ouverture du premier étage (Casino et restaurant)[1].
- Avril 2022 : Ré-ouverture complète du Grand Hôtel après une rénovation sur le thème des années folles[2],[3].
- 2 juin 2022 : Inauguration du Grand Hôtel après plusieurs années de travaux[4].

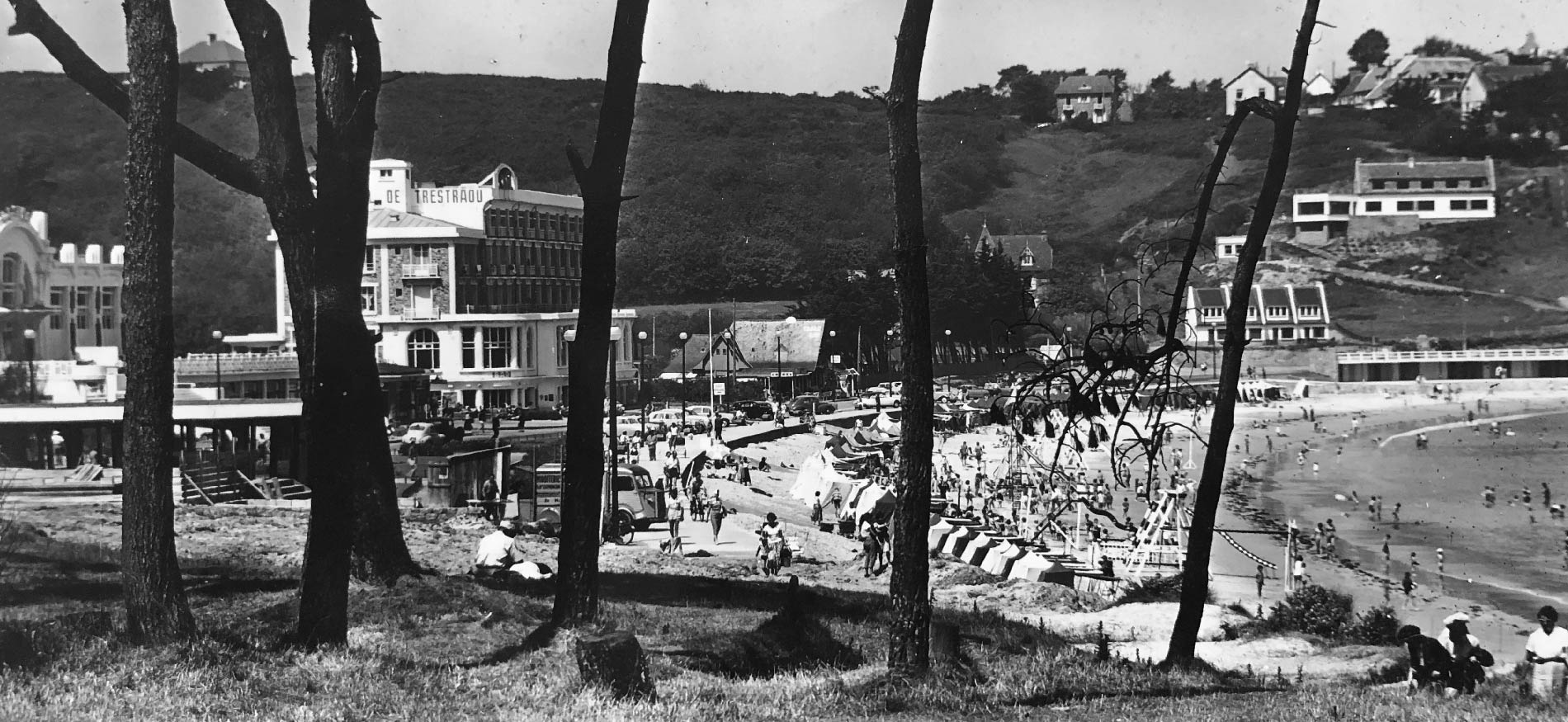
Grand Hôtel Perros-Guirec photo ancienne plage de Trestraou
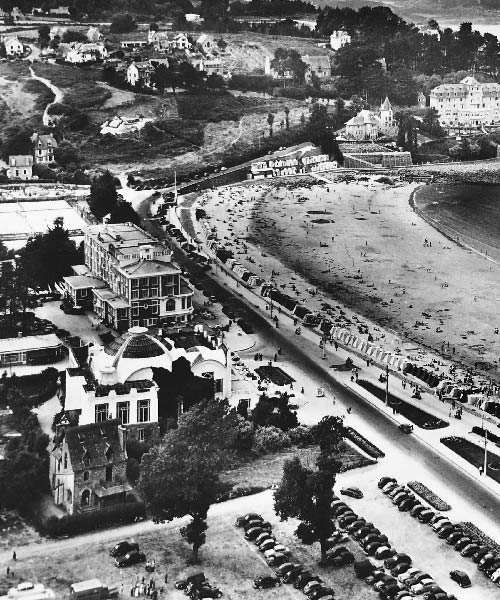
Carte postale ancienne vue aérienne grand hôtel de perros-guirec sur la plage de Trestraou
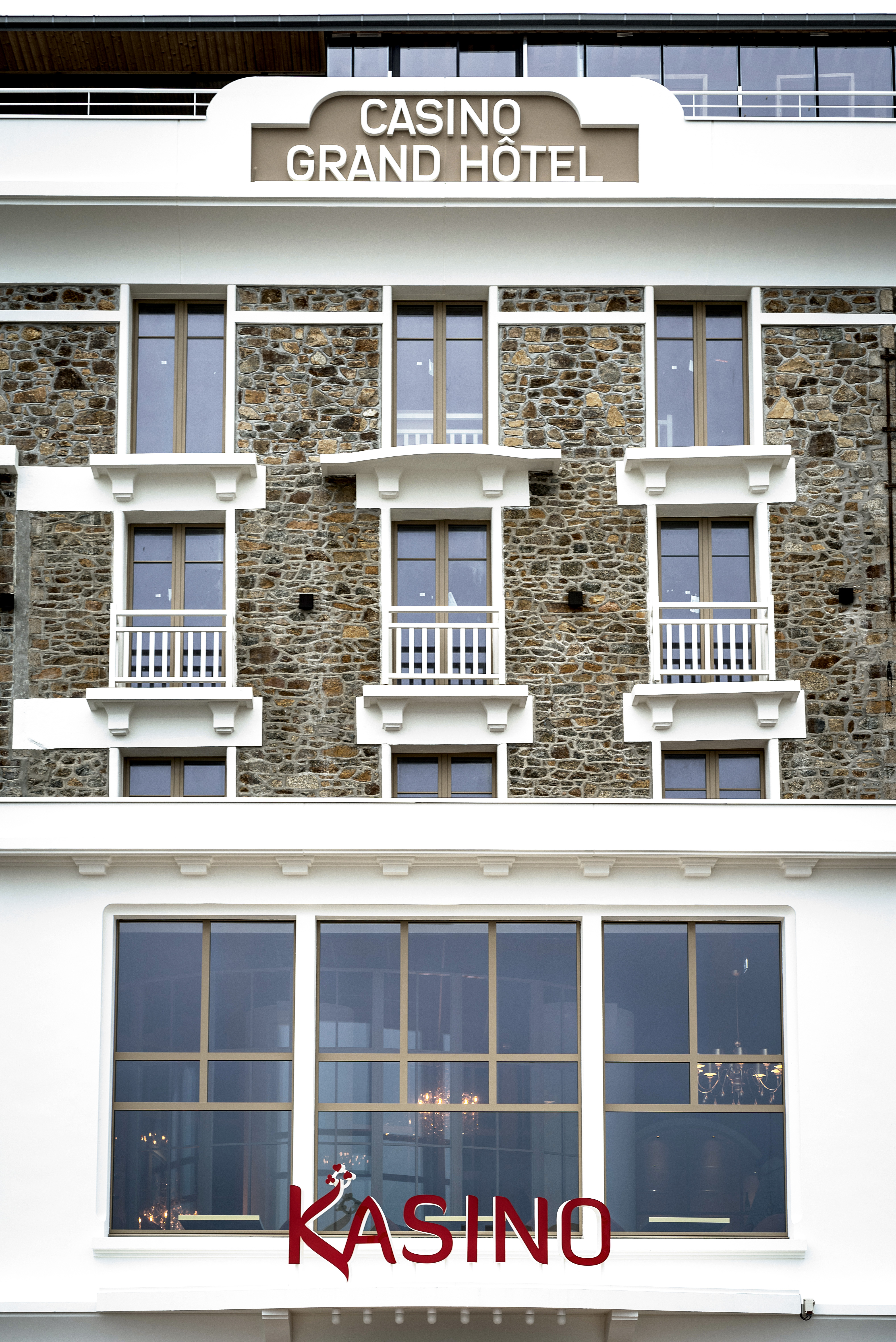
Façade Grand Hôtel Casino Perros-Guirec Vincent Paulic